# Dynamenella yomsii
Dynamenella yomsii is een pissebed uit de familie Sphaeromatidae. De wetenschappelijke naam van de soort is voor het eerst geldig gepubliceerd in 2002 door Storey.